# A. Jungersen
Anders Jungersen (født 25. februar 1805 i Store Brøndum syd for Aalborg, død 16. februar 1879 i Nibe) var en dansk skolelærer og politiker.
Jungersen blev født i Store Brøndum i 1805 og var søn af lærer Chr. Andersen Alting som døde i 1809. Han blev lærer i Siem Sogn, et annekssogn til Store Brøndum Sogn, i 1819 og hjælpelærer i Sæby i 1823. Han tog eksamen fra Jonstrup Seminarium i 1826 og var derefter skolelærer og kirkesanger i Store Brøndum. Han stoppede i 1874 og flyttede ind hos kollegaen Lars Bjørnbak i Viby ved Aarhus. Da Bjørnbak døde i 1878, flyttede Jungersen til Nibe hvor han døde i 1879.
Jungersen var medlem af Den Grundlovgivende Rigsforsamling valgt i Aalborg Amts 3. distrikt (Bælum) og meldem af Folketinget valgt i Aalborg Amts 3. valgkreds (Bælumkredsen) fra 4. august 1852 til 14. juni 1855. Han genopstillede ikke ved folketingsvalget i 1855 eller senere.